# イオンモール桑名
イオンモール桑名（イオンモールくわな）は、三重県桑名市に位置する、三重交通グループとイオンモール株式会社が運営する大型ショッピングセンター。
旧マイカルが会社更生前に開発したマイカルタウンのひとつで、1995年（平成7年）にマイカル桑名として開業した。マイカルとイオンリテールの合併に伴い、2011年（平成23年）3月1日にイオン桑名ショッピングセンターへ名称を変更。2015年（平成27年）4月17日に現名称に再度変更された。

## 概要
大山田地区開発の際、核となる商業施設としてマイカルグループと三重交通グループの三交不動産によって建設され、1995年（平成7年）に「マイカル桑名」として開業した商業施設である。開業当時、日本最大級のショッピングセンターであった。三重交通グループが運営しており、核テナントとしてイオンが入居している。専門店街は、「イオンモール」（国道側の桑名ビブレのテナントの引き継ぎとイオン桑名店縮小後の跡地に開業）と、開業当時からある、三交不動産の「ANQ（アンク）専門店街」という名称の2つがある。そのほか、シネマコンプレックスのイオンシネマ桑名（旧ワーナー・マイカル・シネマズ）やハンズなどが入居している。旧ワーナー・マイカル・シネマズ桑名は三重県初のシネマコンプレックスであった。
日本経済新聞社が調査した2000年（平成12年）度の大型店舗売上ランキングでは東海地方で15位（三重県では中部近鉄百貨店四日市店に次ぐ2位）に入ったが、近年では愛知県名古屋市や四日市市など近隣に郊外型ショッピングセンターが増え、さらに桑名駅に近い旧市街地内にアピタ桑名店、桑名郡長島町（現在は桑名市）にアウトレットモールの三井アウトレットパーク ジャズドリーム長島、員弁郡東員町に同じイオングループのイオンモール東員が開業するなど競合店が増えたことでかつてほどの勢いは見られない。一方で、ナムコプロデュースのフードテーマパーク「桑名らーめん街道」を開業（後に家電店ジョーシンが出店したが2024年に閉店）させ、さらに店舗の大規模な入れ替えを行うなどテコ入れを図っている。
三重交通グループの運営であるためバス（主に三重交通バス）の便が充実している。

## 特徴
1番街、2番街、3番街と建物自体が分かれており、複雑な構造になっている。敷地内は坂があり、建物によって対応している階が異なる（フロア構成を参照）。設計の基本デザインはジョン・ジャーディが手掛け、「水平の外観」をコンセプトにした。基本実施設計は大林組名古屋支店が担当し、桑名のタウンセンターを創造すること、郊外型の独自性と特徴を確立すること、通常資材・工法を用いて豊かな環境・活気に満ちたコミュニティ環境を創出することの3点を目標に設計された。施工者は大林・大成・日産・飛島・大日本・日本土建・フジタJVで1994年（平成6年）1月から1995年（平成7年）3月にかけて工事が行われた。
1番街の店舗配置については、三重交通グループのANQ（アンク）専門店街と、イオンモール専門店街に入居している専門店（旧:サティとビブレのテナント）とイオン桑名店が入り組んでおり、アンクとイオンモールでは、実施するサービス・イベント等が異なるため注意が必要である。
2011年度から2012年度の初頭に、大規模なリニューアルをしており、子どもトイレなどを新設している。
2011年3月にイオン桑名ショッピングセンターに名称変更し、2011年の5月 - 6月ごろに看板が変わった際に1番街の屋上の看板は「KUWANA」はマイカル桑名時代のものをそのまま使用した為イオンショッピングセンターであるが、ロゴの配色はマイカル時代のグリーンのままで、店内のロゴも屋上看板のデザインに倣っている。また他の旧マイカルタウンが基本的に看板の「MYCAL」部分を「ÆON」と変更してるだけであるのに対し当SCに関しては「SC」ロゴが新たにつけられている。ただ、2015年4月のリニューアルで外装ロゴは「ÆONMALL」（或いは「WELCOME」）に変更された。
2015年4月17日に、イオンモール桑名に再度名称変更し、さらに開業以来最大のスケールでリボーン（グランドリニューアルオープン）した。この改装で東急ハンズが出店（東海地区の東急ハンズは、三重交通グループの三交クリエイティブ・ライフ、三交シーエルツーが運営）した他、67店舗が新規・改装オープンされた。旧マイカルタウンからイオンモールに変更された施設は今回が初めてとなった。それに先立つ2月1日には、核店舗の1つであった桑名ビブレの営業を終了した。
なお、リニューアルの際に、閉鎖したビブレと、縮小したイオン桑名店の直営売り場の跡地に、イオンモール専門店街を新設して、ビブレのテナント（1番街2F～3Fの国道側のテナント）をイオンモール専門店街が引き継いだ。

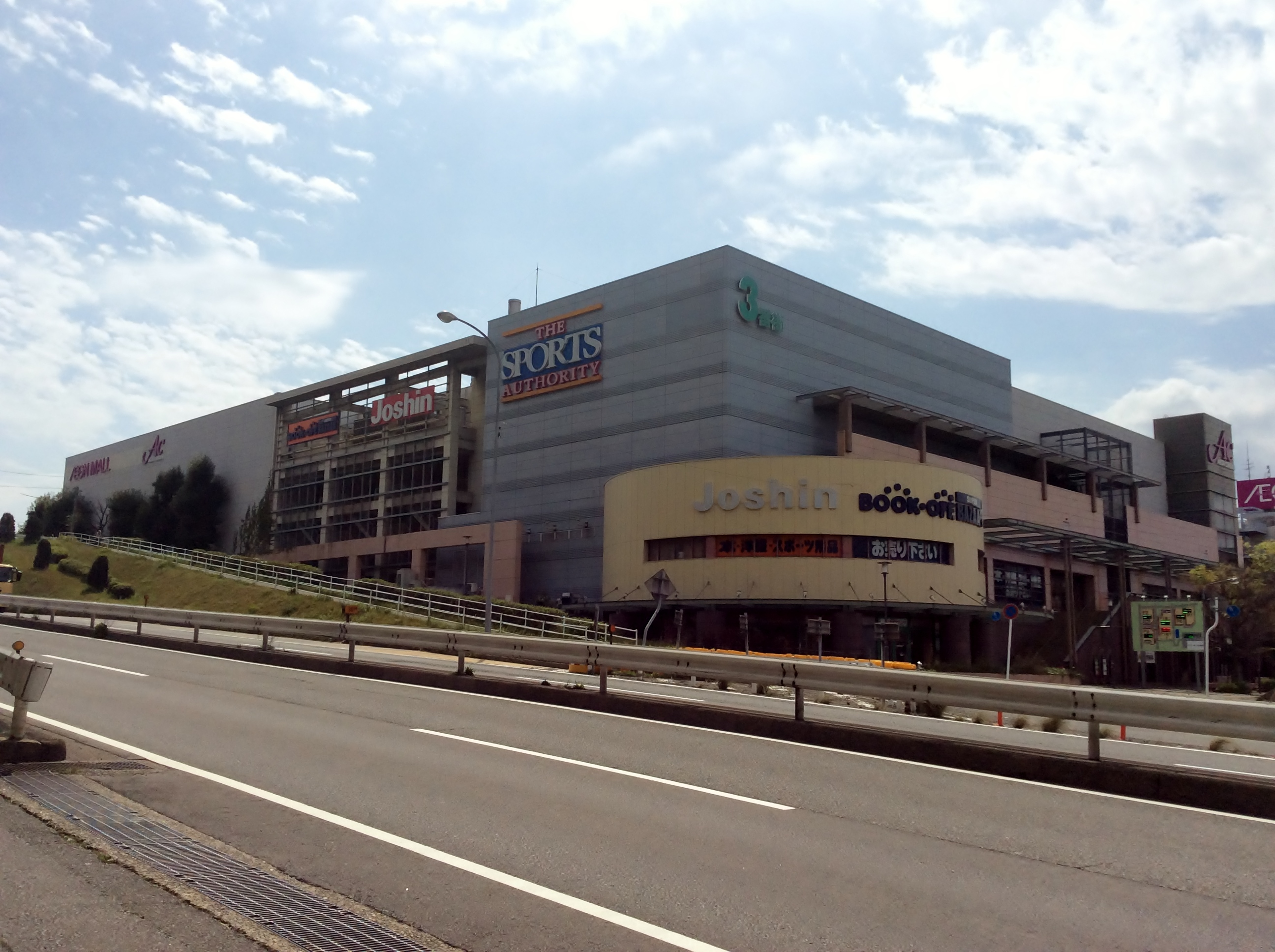
3番街
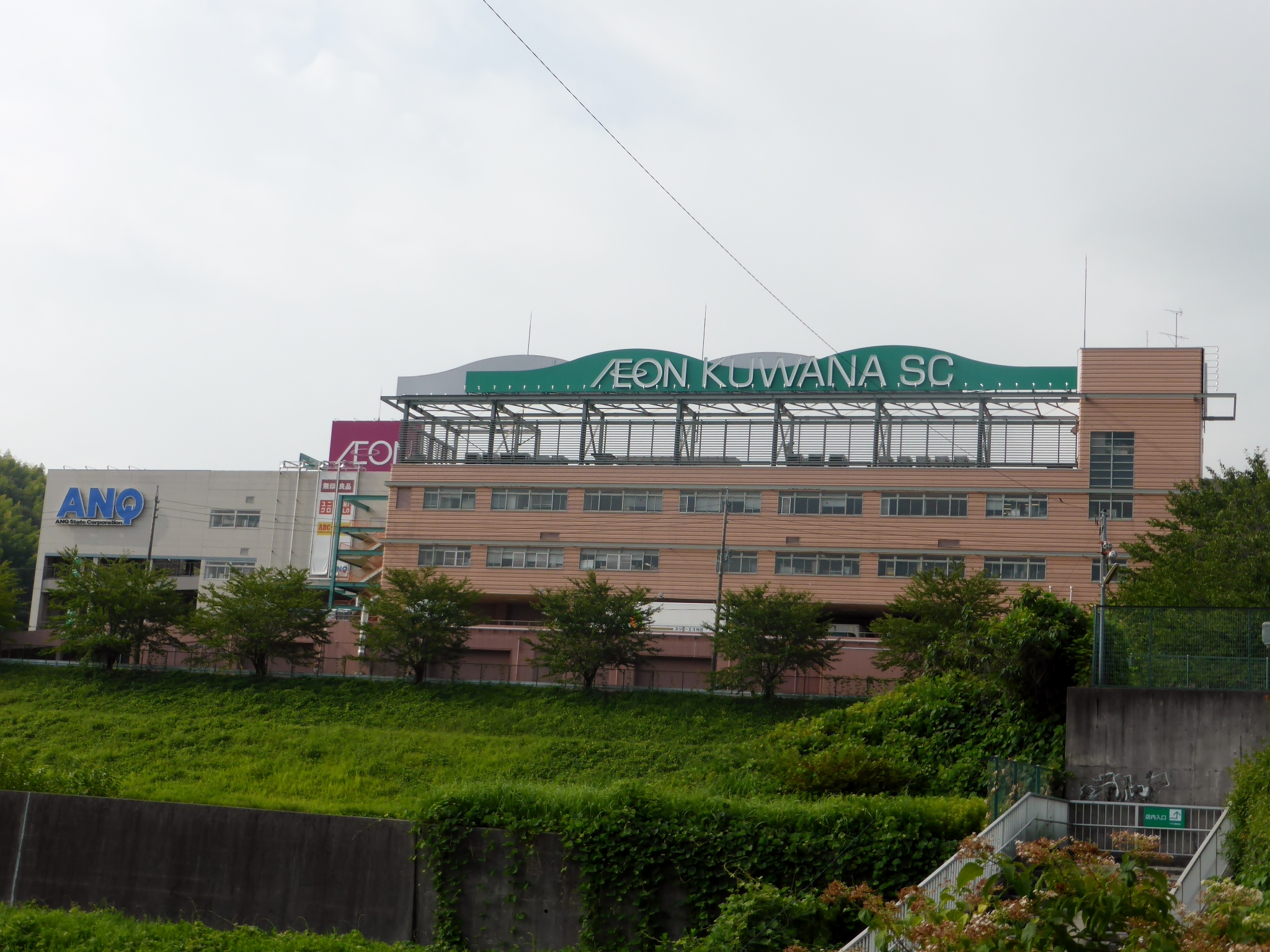
このように「SC」が新たにつけられたのは桑名を除き他の旧マイカルタウンでは例がない。その後、イオンモールへの改装時に白地にローズレッドの「ÆON MALL」の看板に改装されている。
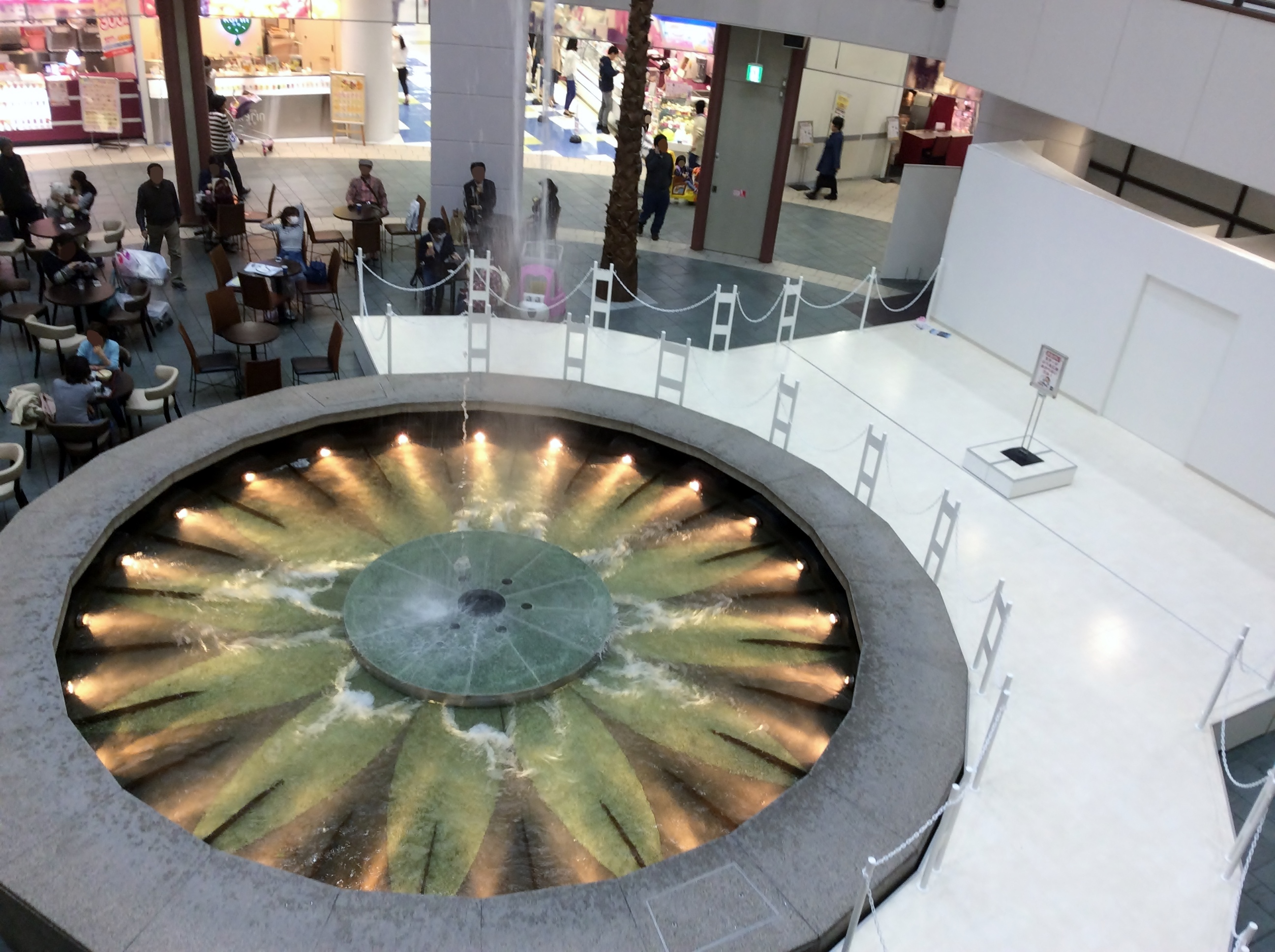
1番街の1階には噴水が設置されている。

## 主なテナント
- イオン桑名店（1番街）
- ダイソー（1番街・1F）[注釈 2]
- キャンドゥ（1番街・2F）[注釈 2]
- ブックオフスーパーバザール（3番街・2F）
- イオンシネマ（3番街・3F）
- ヤマダ電機 テックランドイオンモール桑名店 (2番街・1F、2F)
- アニメイト イオンモール桑名 (1番街・3F)
- 未来屋書店 桑名 (1番街・3F)

### かつて存在したテナント
- 桑名ビブレ（1番街）- 2015年（平成27年）2月1日閉館[11]
- スポーツオーソリティ（2番街・1F）- 2023年（令和5年）8月27日閉店[13]
- ジョーシン（3番街・3F）
- PARO桑名（2番街・2F）
- namcoイオンモール桑名店

## フロア構成

### 1番街・P6・P7駐車場
| 連絡通路                   | 1番街                                                |            | P6駐車場  |           | P7駐車場   |
|                            | 屋上駐車場                                           |            |           |           |            |
| 2番街2階・ 3番街2階と 接続 | 3階 イオン桑名店 イオンモール専門店街 アンク専門店街 |            |           |           |            |
| 横断歩道                   | 2階 イオン桑名店 イオンモール専門店街 アンク専門店街 | 屋上駐車場 |           |           |            |
|                            | 1階 イオン桑名店 イオンモール専門店街 アンク専門店街 | 連絡通路   | 4階駐車場 | 連絡通路  | 屋上駐車場 |
| 地下駐車場                 |                                                      | 3階駐車場  |           | 4階駐車場 |            |
|                            | 2階駐車場                                            | 3階駐車場  |           |           |            |
| 1階駐車場                  | 2階駐車場                                            |            |           |           |            |
|                            | 1階駐車場                                            |            |           |           |            |

### 2番街・P2駐車場
| 連絡通路                 | 2番街          | P2駐車場      |
|                          |                | 屋上駐車場    |
| 屋上駐車場               | 6階立体駐車場  |               |
| 5階立体駐車場            | 5階立体駐車場  |               |
| 4階立体駐車場            | 4階立体駐車場  |               |
| （吹き抜け）             | 3階立体駐車場  |               |
| 1番街3階・3番街2階と接続 | 2階 ヤマダ電機 | 2階立体駐車場 |
| 横断歩道                 | 1階 ヤマダ電機 | 1階（閉鎖）   |

### 3番街・P2駐車場
| 連絡通路                 | 3番街                          | P3駐車場      |
|                          |                                | 屋上駐車場    |
| 6階立体駐車場            |                                |               |
| 5階立体駐車場            |                                |               |
| 4階 イオンシネマ         | 4階立体駐車場                  |               |
| （吹き抜け）             | 3階立体駐車場                  |               |
| 1番街3階・2番街2階と接続 | 2階 ブックオフスーパーバザール | 2階立体駐車場 |
| 横断歩道                 | 1階 飲食店                     | 1階           |